# Riu Saskatchewan Nord
El riu Saskatchewan Nord (en anglès: North Saskatchewan River; en assiniboine: Ogícize wakpá) és un riu del Canadà que neix a la glacera Saskatchewan, a les muntanyes Rocoses, dins la província d'Alberta i que discorre cap a l'est, pel centre de la província de Saskatchewan. De la seva unió amb el riu Saskatchewan Sud es forma el riu Saskatchewan, el qual desemboca al llac Winnipeg, Manitoba.
Té una llargada de 1.287 km i durant el seu curs travessa les ciutats d'Edmonton, North Battleford i Prince Albert. Té una conca de prop de 122.800 km², i un cabal de 245 m³/s.
Riu Saskatchewan Nord té una longitud de 1.287 i una conca de 122.800 km². En el seu punt final, a Saskatchewan River Forks té un cabal mitjà de 245 m³/s.

## Recorregut
El riu té les seves fonts a més de 2.000 metres d'altura, a la glacera Saskatchewan, situada dins el camp de gel Columbia, i a partir d'aquí discorre vers el sud-est a través del Parc Nacional de Banff, i posteriorment cap a l'est. En arribar a Rocky Mountain House el riu fa un brusc gir cap al nord durant uns 100 quilòmetres, moment en què torna a girar cap a l'est per dirigir-se vers la ciutat d'Edmonton, ciutat que creua pel centre en direcció nord-est. Un cop al llac Smoky el riu gira cap al sud-est, tot creuant la frontera entre Alberta i Saskatchewan i la vila de North Battleford. Uns 40 km al nord-oest de Saskatoon el riu vira cap al nord-est per anar a trobar la ciutat de Prince Albert. Poc després s'uneix al riu Saskatchewan Sud a Saskatchewan River Forks, per formar el riu Saskatchewan. A partir d'aquí el riu es dirigeix cap a l'est fins a desembocar al llac Winnipeg.

### Principals afluents
- a Alberta: Clearwater (203 km), Brazeau (210 km), Sturgeon (260 km), Vermilion (255 km)
- a Saskatchewan: Battle (570 km), Sturgeon (140 km)

## Història
El riu apareix en un mapa de 1760 de la Companyia de la Badia de Hudson com a riu Beaver.

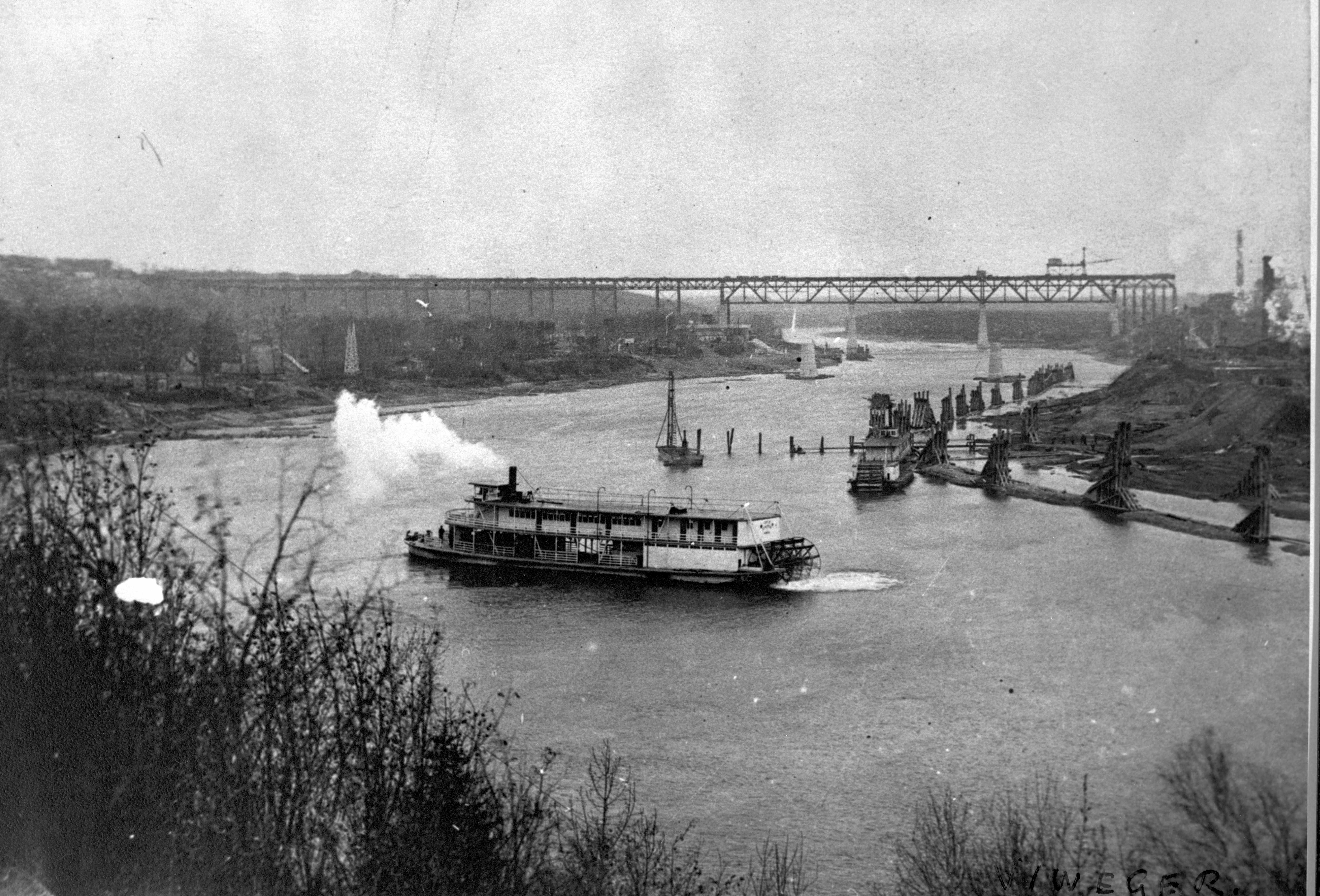
El riu Saskatchewan Nord a Edmonton prop de 1913. Vegis els vaixells de vapor en primer terme i la construcció del pont al darrere.

El tram de riu que es troba dins els límits del Parc Nacional de Banff fou designat un riu del sistema de rius del patrimoni canadenc el 1989 per la seva importància en el desenvolupament de l'oest del Canadà.
El riu fa de pont entre la plana i el parkland durant bona part del seu curs, fent de frontera natural durant centenars d'anys entre les Primeres Nacions dels blackfoot i els cree. Amb l'expansió cap a l'oest del comerç de pells, sota l'impuls de la Companyia del Nord-oest, el riu es va convertir en una ruta de transport natural per a brigades de caçadors. Es va construir diversos centres de comerç de pells a la riba del riu, com ara Fort Edmonton i Rocky Mountain House, l'indret situat més aigües amunt on es podia arribar navegant en canoa. Després de la fusió de la Companyia de la Badia de Hudson i la Companyia del Nord-oest, el Saskatchewan del Nord passà a ser la principal ruta dels York boats. Finalment, abans de l'arribada del ferrocarril a l'oest del Canadà, el riu va començar a ser emprat per vaixells de vapor.

## Espècies de peixos al riu

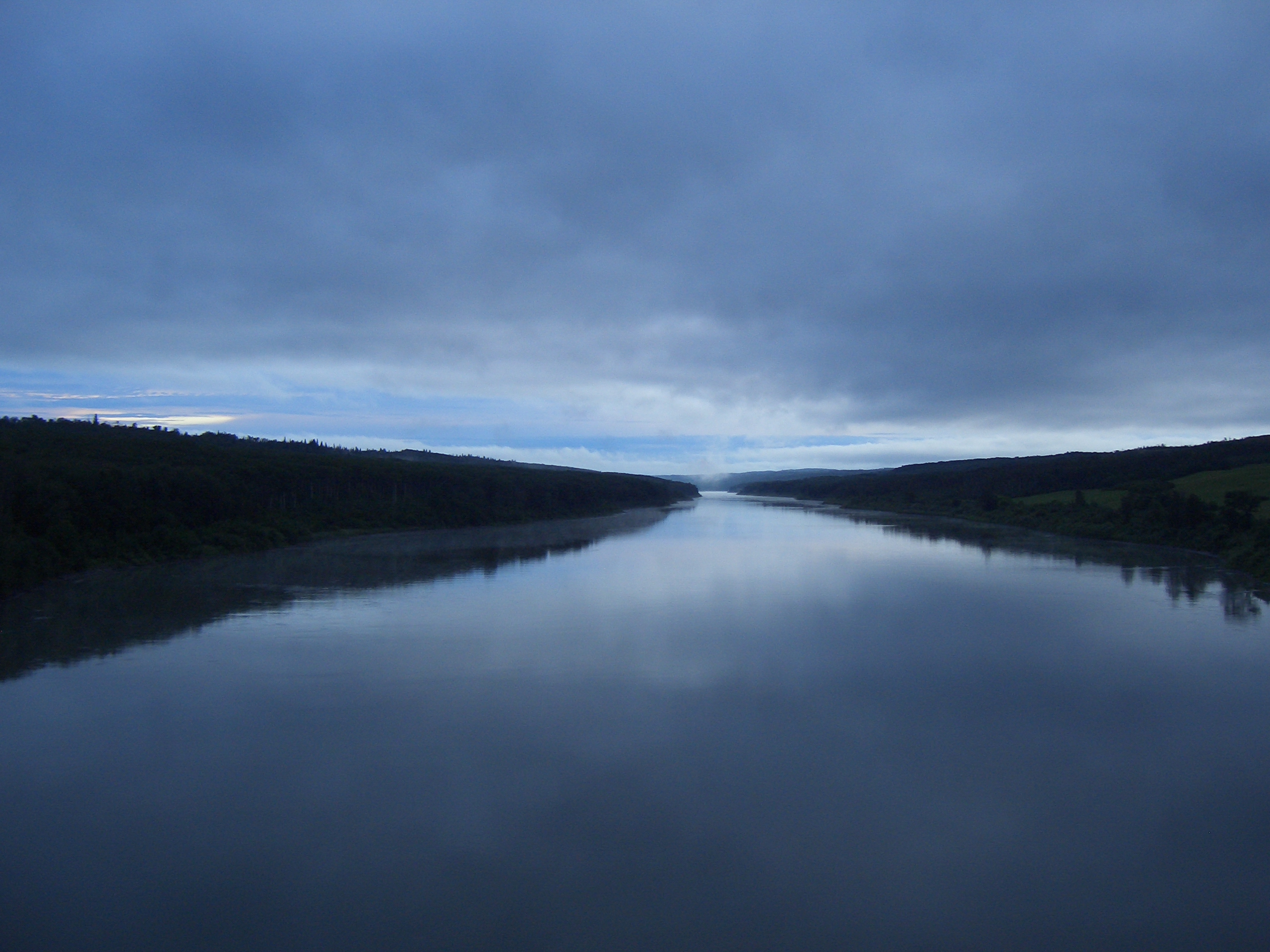
Vista del riu

Entre les nombroses espècies de peixos que habiten al riu, destaquen: el sander vitreus, el sander canadensis, la perca groga, el lluç de riu, Hiodon alosoides, Hiodontidae, l'esturió groc, el Prosopium williamsoni, la lota, el Catostomus catostomus, el Catostomus commersonii i la Moxostoma macrolepidotum.